# PROCUENCA
Es un Proyecto Forestal para la cuenca del Río Chinchiná (departamento de Caldas, Colombia) cuya misión es la generación de un proceso de desarrollo forestal, ambiental, económico y socialmente sostenible, bajo el esquema de responsabilidad compartida público-privada, a través de la consolidación de la cadena productiva que contribuya al mejoramiento de la calidad de vida en la región.
La propuesta es ser en el año 2020 un modelo forestal sostenible basado en la conservación, manejo y uso sostenible de los ecosistemas forestales, que mejora la calidad de la vida de la región y el país e impulsa la transformación de productos forestales con valor agregado posicionados por su alta calidad en los mercados nacional e internacional.

## Antecedentes
Manejo de cuencas, agua para la ciudad. Tradición en Manizales. Compra de tierras. Reforestación. (1904 – 2000).
Plan de Ordenamiento cuenca río Chinchiná. 1997 – 1999. :Corpocaldas, Aguas de Manizales, BID (Suecia).
Zonificación Forestal del CONIF y el MADR (2001)
El proyecto se formuló en el año 2000 e inició actividades en septiembre de 2001.
Ha sido incluido en el Plan de Desarrollo de la ciudad.

## Origen de la inversión local
El Infi Manizales entregó en concesión la prestación del servicio de acueducto y alcantarillado por 30 años a la empresa Aguas de Manizales
- Aguas de Manizales paga la concesión del servicio mediante unas regalías equivalentes al 10% de la facturación bruta.
- Esos recursos tienen 3 destinaciones, en su orden:
1. Sanear las servidumbres de conducción.
2. Manejo de las cuencas / Reforestación / Compra de tierras
3. Otras inversiones del Infi Manizales.
La 2a destinación, financia el proyecto

## Estructura del proyecto
El Proyecto es una iniciativa de la Alcaldía de Manizales.
La primera fase (2001 - 2007) se ejecuta a través de un convenio de cooperación entre Infi Manizales y la FAO, que lo administra, presta asistencia técnica y aporta recursos de cooperación a programas específicos.
El Infi Manizales desembolsa recursos a la FAO semestralmente en la medida de los avances de ejecución y del programa de actividades.

Objetivo general
Consolidar un proceso forestal sostenible en la cuenca del Río Chinchiná, orientado a asegurar la regulación hídrica, la conservación de la biodiversidad y generar una alternativa de producción y empleo para la ciudad y la región.

## Metas del proyecto - 15 años

### Ambientales
Manejo, conservación y uso sostenible de 15.000 ha de bosques naturales.
Regulación del ciclo hidrológico y mejoramiento en la calidad del agua.
Recuperación y mejoramiento de suelos.
Prevención de la erosión.
Implementación de un corredor biológico para conservar la biodiversidad.
Captura de carbono.

### Productivas
Establecimiento de 15.000 ha de plantaciones comerciales.
Consolidación del encadenamiento productivo.
Desarrollo de un modelo productivo sostenible.
Venta de CER´S.

### Sociales
Generación de 1.500 empleos rurales permanentes.
Fortalecimiento de la organización asociativa.
Mejoramiento de la calidad de vida de la población

## Políticas del proyecto

### Política ambiental
Mejorar la calidad y cantidad de los servicios ambientales, originados por la mayor cobertura vegetal, mediante la aplicación de un modelo forestal sostenible.

### Política productiva
Gestionar y aplicar recursos económicos de carácter público y privado para facilitar y acompañar las actividades forestales en el marco de la cadena productiva.

### Política social
Fortalecer el capital humano y social, así como la conciencia forestal y ambiental, para propiciar la participación ciudadana y la organización asociativa que contribuyan al mejoramiento de la calidad de vida.

## Instrumentos para una operación sostenible
- SISTEMAS DE FOMENTO: contratos de cuentas en participación. Recursos ciertos y blandos.
- OFSF: Ordenamiento Forestal Sostenible de Fincas.
- SISTEMAS PRODUCTIVOS SOSTENIBLES.
- ASISTENCIA TÉCNICA PERMANENTE.
- ORGANIZACIÓN ASOCIATIVA: AGROFORESTAL.
- MANEJO INTEGRAL COMUNITARIO DE MICROCUENCAS DE ACUEDUCTOS RURALES.
- PARTICIPACION EN LAS DECISIONES DEL PROYECTO: representantes en Comité Técnico.
- EXTENSION Y CAPACITACION PRODUCTOR A PRODUCTOR.
- FORTALECIMIENTO DE LA CADENA PRODUCTIVA

## Avances en política ambiental
Elaboración participativa del Plan de Manejo Ambiental de río Blanco.
Compra de predios parte alta de la reserva río Blanco. 380 ha
Diseño del corredor biológico zona alta de la cuenca.
Alianza con el Instituto Von Humboldt y Corpocaldas. $ 500 millones para la implementación del corredor biológico.
Plan de acción predios La Fé y Romerales.
Banco Mundial: recursos para la prevención de la deforestación.
2.100 ha en conservación en predios privados.
4.500 ha en conservación en predios públicos.
Elaboración y ejecución de 12 planes de acción comunitarios en microcuencas de acueductos rurales.
Diseño e implementación de la metodología del Ordenamiento Forestal Sostenible de Fincas – OFSF. 289 predios.
Diseño de la servidumbre ecológica para inversión en conservación en predios privados.
Definición del Fondo para la Conservación de la Biodiversidad. Venta de CER´s.
Diseño de indicadores de impactos en biodiversidad. CI – PROAVES.

## M.D.L: Mecanismos de Desarrollo Limpio
CER´S: Certificados de Emisiones Reducidas
Ingresos adicionales para propietarios.
Prefactibilidad PROCUENCA: cumple COP9 – 58.000 ha potenciales – Volumen CER´s: 4.6 millones en 20 años.
Proyecto en el portafolio del MAVDT. Carta de no objeción de MAVDT.
Actividades a mayo de 2007:
Elaboración PDD. Centro Andino para la Economía en el Medio Ambiente
Aprobación autoridad nacional
Validación – TUV SUD
Monitoreo de captura de carbono
Emisión y venta de CER´s  2o semestre 2013
Fondo para la conservación de la biodiversidad.

## Asociación de Productores - AGROFORESTAL
Hito social para la sostenibilidad del proceso de desarrollo forestal sostenible
Conformación, consolidación, descentralización
Acompañamiento en formación y capacitación 151 asociados
Participación en la toma de decisiones del Proyecto.